# Ateshgah

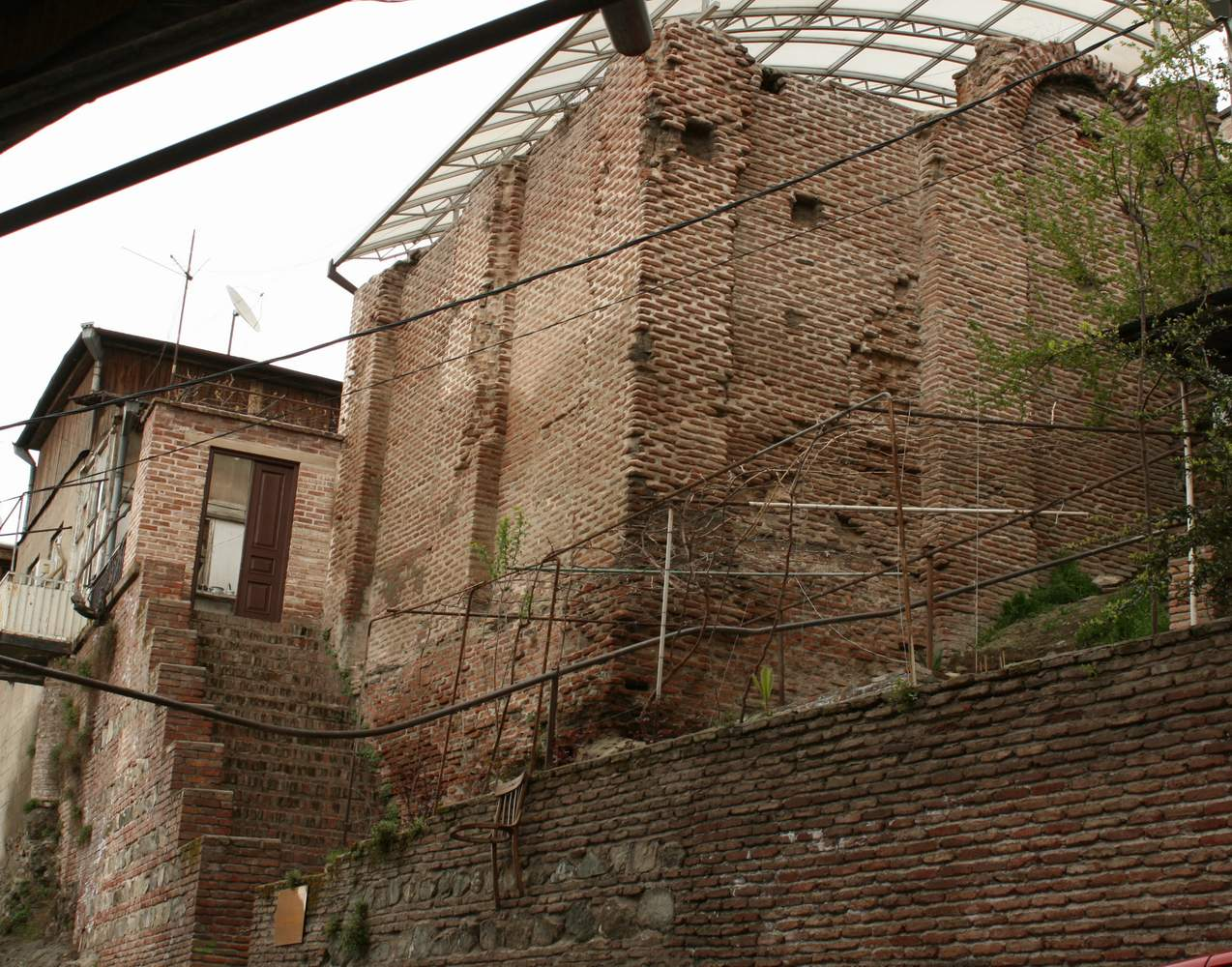

Ateshgah (Georgiano:ათეშგა) é um edifício religioso em Tbilisi, no bairro histórico da Cidade Velha, no distrito de Kldisubani. Declarado pelo Ministério da Cultura e Monumento da Geórgia como um monumento arquitetônico de importância nacional em 2017. É considerado o mais setentrional do mundo e o único templo de adoradores do fogo na Geórgia. 
O nome é formado pela fusão das palavras da língua persa Atesh kyade - "templo do fogo". Atualmente, é difícil acessar o prédio porque as casas são construídas em volta e o acesso deve ser feito através dos pátios.

## História
Acredita-se que neste lugar, desde os tempos antigos, havia um templo de adoradores do fogo, provavelmente erigido durante os tempos de dominação persa, nos séculos V-VII. Na década de 1720, uma mesquita foi construída, que em breve, em 1735, após a expulsão dos turcos, foi destruída.
Foi usado como um edifício anexo e está atualmente em ruínas. 
Em 2007, o Escritório do Patrimônio Cultural da Noruega financiou o trabalho de conservação do prédio, protegendo-o com um teto de plástico.

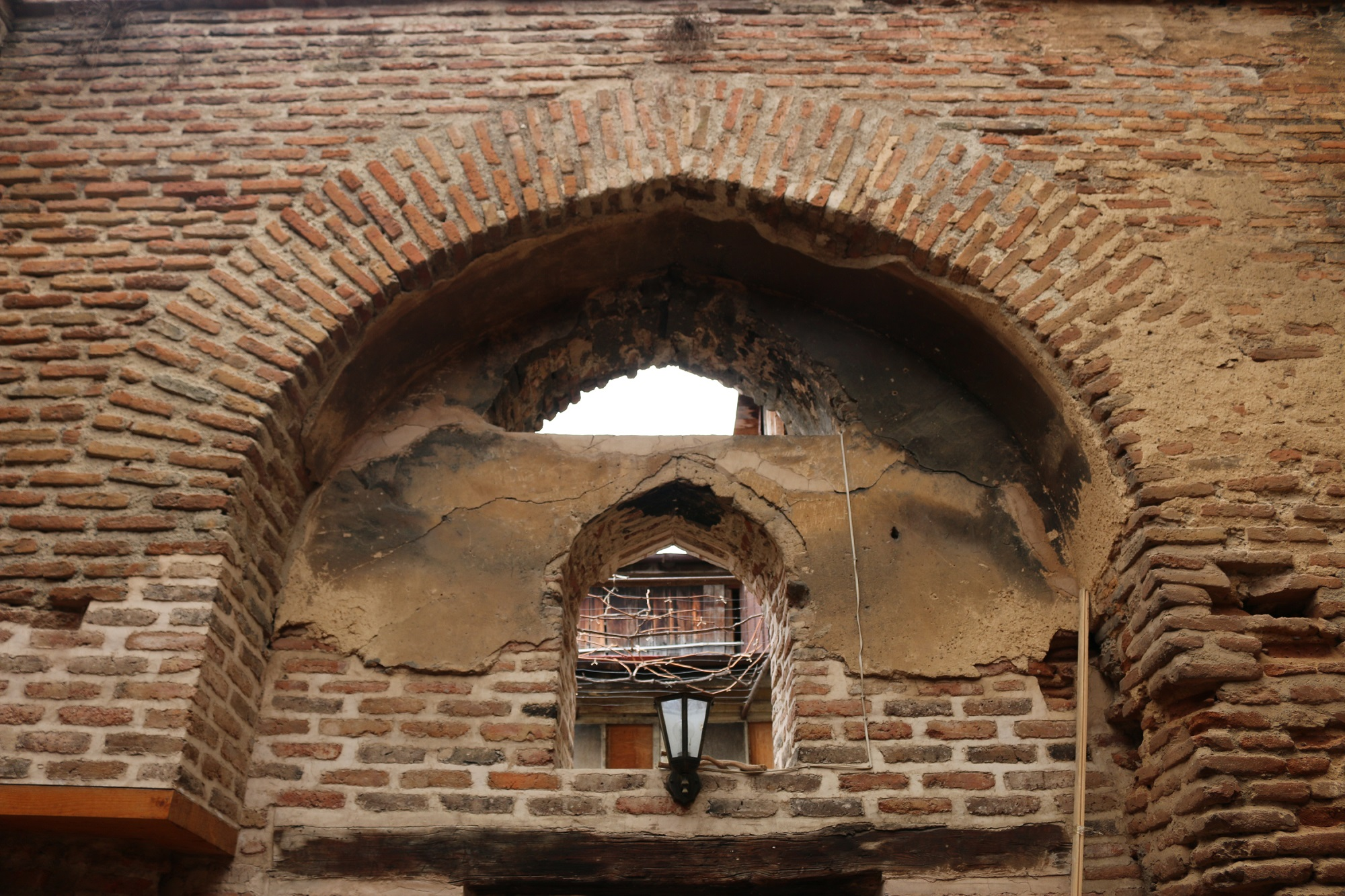
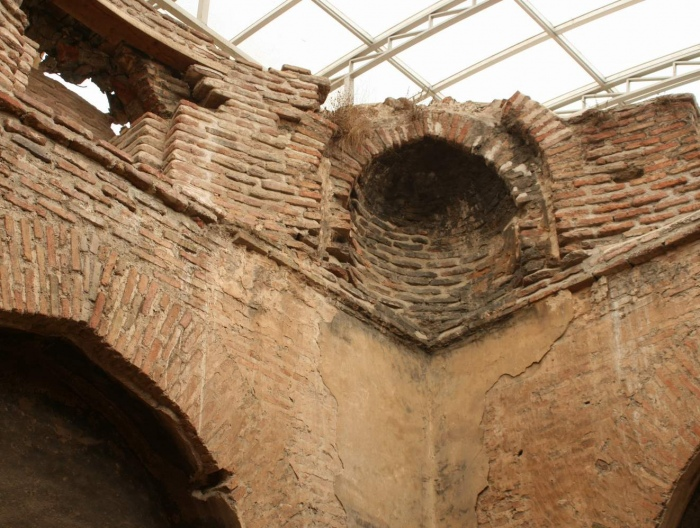
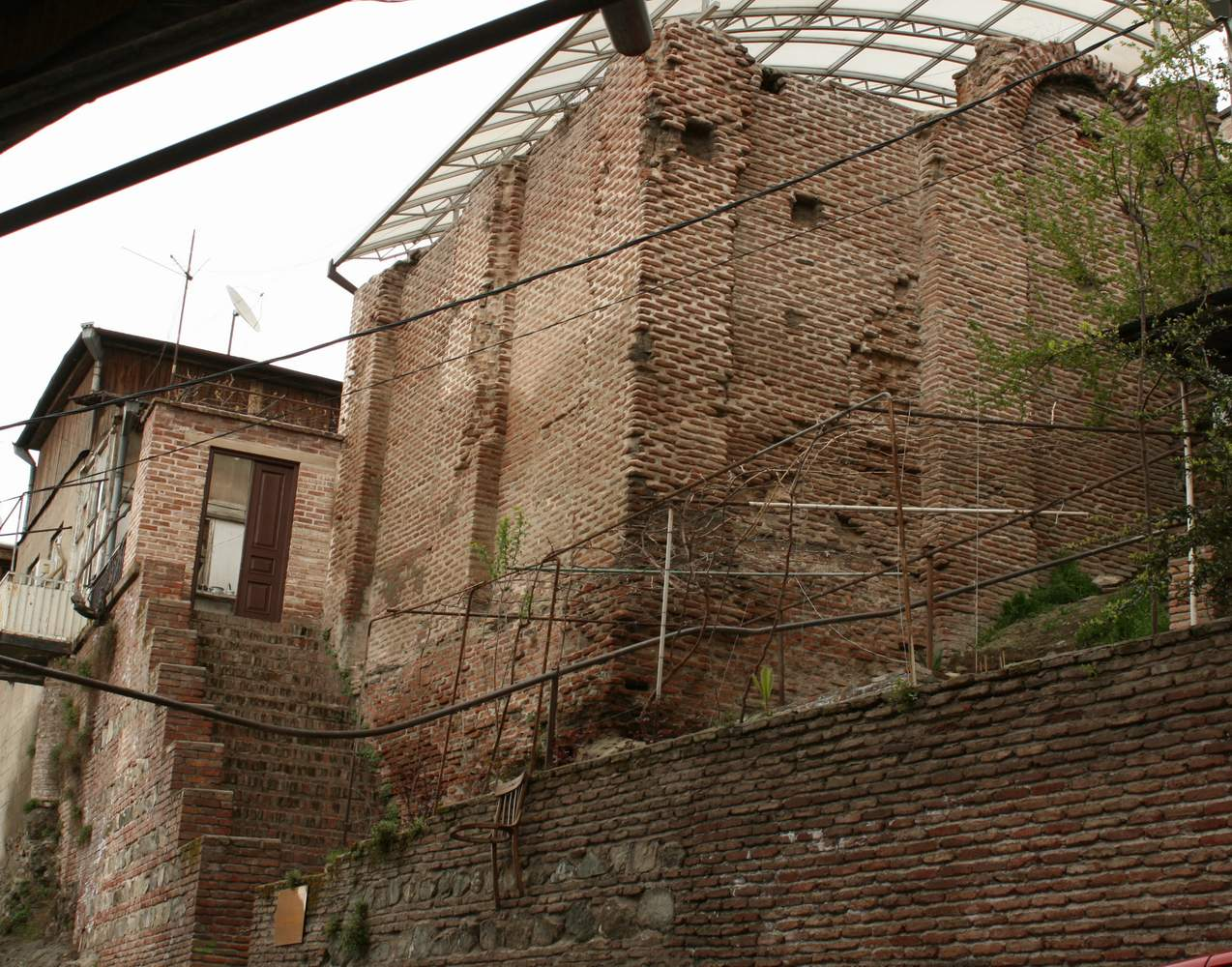